# ファミトレ大運動会
『ファミトレ大運動会』（ファミトレだいうんどうかい）は、1987年11月27日にバンダイ(後のバンダイナムコエンターテインメント)より発売されたファミリーコンピュータ用ゲームソフト。北米では『Super Team Games』のタイトルで、Nintendo of America（任天堂の米国現地法人）より発売された。
周辺機器・ファミリートレーナーの専用ソフト第7弾。なお、ファミリートレーナーの略称「ファミトレ」を正式名称に使用したタイトルは本作のみである。

## 概要
ファミリートレーナーのマットB面（12キー）を使用。マットの左半分が白組・右半分が赤組に割り当てられており、操作方法が競技によって大きく異なる。
『ジョギングレース』以来3タイトルぶりのスポーツゲーム路線回帰であり「運動会」のタイトル通りチーム戦を導入してパーティーゲーム的な要素を強めている。一部の競技では、ファミリートレーナー専用タイトルとしては最大となる6人同時プレイが可能。

## ゲーム内容

### ゲームモード
- 1人PLAY - コンピュータと対戦。競技は自由に選べる。
- 2人PLAY - プレイヤー同士で対戦。1人PLAYと同様、競技は自由に選べる。
- 2TEAM PLAY - 3人1チームで2チームに分かれ、全競技の合計得点を争う。
- TOURNAMENT - トーナメント形式でチーム戦を行う。

### 競技
- 障害レース
  - 大障害レース（Aコース・Bコースの連続）
  - Aコース
  - Bコース
  - リレー
- スケボーレース
- 綱引き
- ムカデ競走 - 6人同時プレイ対応。

## 評価
ゲーム誌『ファミコン通信』の「クロスレビュー」では合計30点（満40点）でシルバー殿堂入りを獲得、『ファミリーコンピュータMagazine』の読者投票による「ゲーム通信簿」での評価は以下の通りとなっており、18.18点（満30点）となっている。
| 項目 | キャラクタ | 音楽 | 操作性 | 熱中度 | お買得度 | オリジナリティ | 総合  |
| 得点 | 3.11       | 2.96 | 2.85   | 3.27   | 2.75     | 3.24           | 18.18 |